# Brundidge (Alabama)
Brundidge es una ciudad ubicada en el condado de Pike en el estado estadounidense de Alabama. En el censo de 2000, su población era de 2341. 

## Demografía
En el 2000 la renta per cápita promedia del hogar era de $ 16.774$, y el ingreso promedio para una familia era de 19.531$. El ingreso per cápita para la localidad era de 12.357$. Los hombres tenían un ingreso per cápita de 25.720$ contra 16.358$ para las mujeres.

## Geografía
Brundidge está situado en 31°43′9″N 85°49′5″O / 31.71917, -85.81806 (31.719218, -85.818119).
Según la Oficina del Censo de los EE. UU., la ciudad tiene un área total de 9.74 millas cuadradas (25.22 km ²).